# Стефан Ђорђевић (рагбиста)
Стефан Ђорђевић (енгл. Stefan Djordjevic) српски је професионални рагбиста, који тренутно игра рагби 15 за Партизан. Српски рагби критичари га сматрају за једног од најбољих српских рагбиста свих времена.
Играо је професионално рагби у Првенству Румуније са Јужноафриканцима и Новозеланђанима у клубу. Један је од носиоца игре рагби 15 репрезентације Србије и прави разлику на терену.</ref></ref>

## Рагби каријера
Поникао је у највећем српском клубу, Партизану, за који и данас наступа. У млађим селекцијама тренирали су га тренери Жеравица и Бабић. Био је капитен младе рагби 15 репрезентације Србије до 18 година на Европском првенству за младе играче 2013. Играо је на највишем нивоу у Румунији за Клуж.

## Успеси са екипом
Државни првак Србије у рагбију 15 са Партизаном 2018, 2019, 2020, 2021.
Освајач националног Купа Србије у рагбију 15 са Партизаном 2015, 2019, 2021.

## Играчки квалитети
Стефан поседује природну, сељачку снагу. Веома је храбар и пробојан у нападу. Прави је пек лидер и вођа мелејаца, који улива сигурност. Стефану је ужа специјалност одбрана у раку и око рака. Некадашњи интернационалац који је професионално играо у Румунији је тек ушао у најбоље рагби године и од њега очекујемо доста у новој сезони. Стефан може покрити све позиције у трећој линији, најчешће је прошле сезоне играo на чепу.

## Приватан живот
Венчао се са женом у Цркви и има дете.